# Natalie Devine Riskas
Natalie Devine Riskas ist eine US-amerikanische Schauspielerin.

## Leben
Riskas gab 2014 im Fantasy-Abenteuerfilm Mythica – Weg der Gefährten in eine der Hauptrollen als Priesterin Caeryn ihr Filmschauspieldebüt. Im Folgejahr mimte sie die Rolle erneut in der Fortsetzung Mythica – Die Ruinen von Mondiatha. 2017 spielte sie im Kurzfilm My Broken Horse Christmas in der größeren Rolle der Anna Anderson mit, der im Videoverleih erschien. 2019 verkörperte sie im Fernsehfilm Timeless Love die Rolle der Natalie. Der Film wurde unter anderen auf dem Hallmark Channel ausgestrahlt. 2021 war sie in der Kurzfilmproduktion No Greater Courage, No Greater Love zu sehen. 2024 spielte sie im Spielfilm Love Switch mit.

## Filmografie (Auswahl)
- 2014: Mythica – Weg der Gefährten (Mythica: A Quest for Heroes)
- 2015: Mythica – Die Ruinen von Mondiatha (Mythica: The Darkspore)
- 2017: My Broken Horse Christmas (Kurzfilm)
- 2019: Timeless Love (Fernsehfilm)
- 2021: No Greater Courage, No Greater Love (Kurzfilm)
- 2024: Love Switch